# Asháninka
Gli Asháninka (o Asháninca o Kampa) sono un gruppo etnico presente in Perù e in Brasile. 

## Lingua
Parlano la lingua Asheninca (codice ISO 639: CPB), appartenente alla famiglia linguistica Aruak.

## Religione
Quasi tutti i membri Asháninka sono di fede animista.

## Insediamenti
Vivono quasi tutti in Perù mentre altri piccoli gruppi sono stanziati nello stato brasiliano dell'Acre al confine col Perù. L'area occupata dagli Ashaninka si estende su un vasto territorio, dalla regione del Juruá superiore e dalla sponda destra del fiume Envira in territorio brasiliano fino alla catena delle Ande in Perù, che copre una parte dei bacini dei fiumi Urubamba, Ene, Tambo, Perene, Pachitea, Pichis e Ucayali e le regioni Montaña e Gran Pajonal. Inizialmente la stragrande maggioranza degli Asháninka viveva all'interno dei confini del Perù, in seguito, a causa delle forti pressioni dei caucheiros, i raccoglitori di caucciù peruviani, in diverse ondate migratorie molti gruppi si spostarono in Brasile (nella regione superiore del fiume Jurua) nel corso del XIX secolo.

## Censimenti contrastanti
A causa delle notevoli difficoltà, dati gli spostamenti e le seguenti divisioni in sottogruppi, i censimenti dichiarano cifre differenti per quanto riguarda il numero totale degli Asháninka. Nonostante queste differenze si è però concordi nell'affermare che gli Asháninka sono uno dei gruppi etnici più numerosi della regione amazzonica peruviana. Secondo un censimento del 1993 dell'Instituto Nacional de Estatística e Informatica (INEI) il numero totale toccherebbe le 53.000 unità suddivise in 359 comunità. Nel 2007 la stima è stata portata a 97.477 unità.

## Storia
Gli Asháninka sono storicamente conosciuti per essere fieramente indipendenti, e sono stati notati per il loro coraggio dai conquistatori spagnoli. Durante il boom della gomma (1839-1913), gli Asháninka sono stati schiavizzati dai raccoglitori di caucciù e si stima che l'80% della popolazione Asháninka sia stato ucciso. 
Tra il 1913 e il 1915 gli Asháninka si ribellarono ai coloni bianchi e mestizo della Selva Central. Una prima ribellione ebbe luogo tra il 1913 e il 1914 nel bacino del fiume Pichis. Una seconda ribellione, invece, si manifestò nel 1915 nella zona dell'alto Ucayali in cui, insieme agli Asháninka, si alzarono in armi anche gli Yine, gli Shipibo-Conibo e gli Amahuaca. L'obiettivo di entrambe le ribellioni era di eliminare i raccoglitori di caucciù della zona, in particolare quelli che praticavano lo schiavismo nei confronti degli indigeni. Figura centrale nella rivolta fu quella di José Carlos Amaringo Chico detto Tasorentsi, un leader (pinkatsari) Asháninka che da ex-trafficante di schiavi riuscì in breve tempo a farsi riconoscere dai gruppi indigeni della regione come tasorentsi, ovvero inviato del dio creatore Paabá. Attraverso un messaggio profetico contenente elementi comuni delle cosmologie dei quattro popoli, Tasorentsi riuscì a riunire popoli indigeni prima nemici contro la colonizzazione delle loro terre. Dopo due anni, la ribellione venne infine sconfitta dall'esercito peruviano attraverso spedizioni punitivi.
Per oltre un secolo, c'è stata l'invasione delle terre Asháninka da parte dei raccoglitori di gomma, dei taglialegna, di guerriglieri, narcotrafficanti, colonizzatori vari e compagnie petrolifere. Per gran parte della loro storia, hanno resistito alle influenze culturali esterne. Dal 1950 i territori Asháninka sono stati ridotti ed i loro insediamenti sono stati sistematicamente distrutti, con conseguente ritiro nella giungla. Alcuni Asháninka sono fuggiti in Brasile, e ora una piccola comunità di 600 o più ha il diritto di insediamento su alcuni territori nello stato di Acre.
Tra il 1980 e il 1990, il conflitto interno in Perù ha causato spostamenti di massa e numerosi morti tra le comunità Asháninka situato nelle valli di Ene, Tambo e Perene nei pressi della montagna Vilcabamba. Molti fuggirono verso l'interno. Non potevano né cacciare, né pescare in modo efficace a causa del pericolo rappresentato dai gruppi armati nella foresta, e la malnutrizione è diventata sempre più diffusa. Secondo la Comisión de la Verdad y Reconciliación, 10.000 Asháninka sono stati sfollati, 6.000 sono morti, e 5.000 sono stati presi prigionieri dai Sendero Luminoso in questo periodo, e dalle trenta alle quaranta comunità Asháninka scomparse.
A metà degli anni 2000, gli Asháninka hanno ottenuto titolo legale di una parte delle loro terre che sono oggi un parco nazionale e una zona riservata, il Parco nazionale Otishi. Ad oggi la maggior parte degli Asháninka sono tornati alle loro terre ancestrali, alcuni da luoghi lontani come il fiume Urubamba. Molti gruppi sono stati coinvolti in progetti per la preservazione culturale.

## Tradizioni
Il tradizionale abito Asháninka, comunemente conosciuto come kushma (una parola quechua), è un abito realizzato in cotone, che viene raccolto, filato, tinto e tessuto dalle donne su telai. In genere gli abiti sono tinti di bruno o di un blu brillante. Le spalle degli abiti sono decorati con semi. Un abito può richiedere fino a tre mesi di lavoro.
Tradizionalmente, le donne portano i capelli lunghi, sopra la spalla, mentre di solito gli uomini portano i capelli corti o a "caschetto" fino a sotto l'orecchio. Intorno al collo portano una grande varietà di collane e bracciali fatti con i semi, denti di tapiro, pecari e scimmie, e piume colorate vivacemente. Tradizionalmente gli Asháninka, uomini, donne e bambini, dipingono la faccia con una varietà di disegni utilizzando semi rossi di Achiote (Bixa orellana) schiacciati. Per scopi cerimoniali, gli uomini indossano anche circoli di foglie di palma decorata con piume sulla testa, e le donne indossano un copricapo di cotone intrecciato.
È sempre più frequente vedere Asháninka, gli uomini più delle donne, vestiti in stile occidentale, soprattutto nelle zone occidentali, dove i missionari cristiani sono stati in grado di esercitare la loro influenza.